# Pink TV
Pour les articles homonymes, voir Pink.
Pink.x TV est une ancienne chaîne de télévision française à péage ciblant un public homosexuel. Disponible en option sur la plupart des réseaux câblés et bouquets satellites français, elle a proposé chaque jour deux, heures d'émissions en clair. Rebaptisée Pink X, elle a ensuite diffusé exclusivement des programmes à caractère pornographique.

## Historique
Le 25 octobre 2004, Pink TV naît sur le câble et le satellite sous la forme d'une chaîne à péage financée par les principaux groupes télévisuels français et diffusée par l'ensemble des opérateurs d'Europe francophone.
Le 12 mars 2007, les comptes de la chaîne étant déficitaires, le Conseil supérieur de l'audiovisuel accepte le projet de la société Pink TV qui consiste à séparer son antenne en deux services. De 22h à minuit, la chaîne Pink TV rediffuse en clair ses programmes habituels (culturels, de divertissement et d'information autour de la culture et les modes de vie homosexuels) alors que, à partir de minuit et jusqu'à 5h, un nouveau service crypté et payant baptisé Pink X diffuse des programmes pornographiques gays. Ce nouveau dispositif est mis en place le 4 septembre 2007.[réf. souhaitée] 
À partir d'octobre 2008, les comptes de la chaîne s'étant améliorés, celle-ci remet à l'antenne des programmes inédits (films, documentaires, spectacles) à côté des rediffusions[réf. souhaitée]. 
Cependant, faute d'avoir trouvé son public, l'offre culturelle gay en clair de PinkTV est définitivement arrêtée en 2012, la société ne proposant désormais plus que la chaîne pornographique Pink X. Pink X a lancé en 2012 des récompenses pornographiques, les PinkX Gay Video Awards et propose sur son site internet une propre offre payante composée de films pornographiques Gays, Pinkflix.
En 2011 Pink TV a développé son activité à l'international en rachetant la chaîne pornographique néerlandaise Man-X, distribuée au Benelux, en Hongrie et en Slovaquie.
D’après une dépêche de l’Agence France-Presse, la chaîne est condamnée par la justice à changer de nom. En effet, P.I.N.K. était déjà un acronyme déposé depuis le 27 décembre 1999 par la société de production Fovéa. Cette dernière avait produit des émissions sur France 2 en 2000, sous le nom de Programme d’Information Non Konformiste (P.I.N.K)[source insuffisante].
Un accord financier aurait été trouvé moyennant 100 000 € avec le propriétaire du nom pour que la chaîne puisse garder son nom[réf. souhaitée].

## Identité visuelle

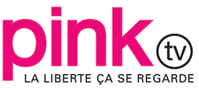
Logo de Pink TV du 25 octobre 2004 au 13 juillet 2013

## Personnes à l'antenne (entre 2004 et 2007)

### Animateurs
- Anthony Aréal (L’Agenda clubbing)
- Laurent Artufel (Zap’Pink, Hétéro mais pas trop !, Les Pieds dans le plat mais pas trop !)
- Christophe Beaugrand (Le Set)
- Claire Chazal  (Le je/nous de Claire, Face à Pink)
- Laurent Drezner (Le Débat - Saison 1)
- Éric Guého (Bonheur, bonheur, bonheur, Les Pieds dans le plat… mais pas trop !)
- Thomas Joubert (Le Débat - Saison 1)
- Marie Labory (Le Set, Pink Pong)
- Mathieu Lecerf (Cours chez Pink)
- Frédéric Mitterrand (Ça s’est passé comme ça, Face à Pink)
- Raphaël Pathé (Le Set)
- Pascal Sevran (Bibliothèque Pink)
- Alex Taylor (Le Débat - Saison 2)
- Christophe Renaud (Zapink)
- Marianne James (Aujourd'hui Marianne)

### Chroniqueurs
- Anthony Aréal
- Laurent Artufel (Le Set - saisons 1 et 2, Aujourd’hui Marianne avec Marianne James)
- Florence d'Azémar
- Grégory Alexandre
- Brigitte Boréal
- Charlotte Lipinska
- Pierre-Yves Dodat
- Jan Le Bris de Kerne ( Le Set - saison 1, Rubriques médias, Panthéon et billets d'humeur)
- Olivier Nicklaus
- D'Gey

## Actionnariat au lancement en 2004[Quand?]
- Groupe Canal+ : 17,52 %
- Groupe TF1 : 11,44 %, participation vendue en 2007
- Société M6 Thématique : 9,15 %, participation vendue
- Société Connection : 9,15 %
- Société Siges : 8,79 %, participation vendue
- Société Hélios (Lagardère SCA) : 8,73 %, participation vendue
- Société Financière Pinault : 1,93 % participation vendue
- M. Pierre Bergé : 1,93 %, participation vendue
- Société Sophia Asset Management Ltd : 0,48 %
- M. Henri Biard : 0,48 %, participation vendue
- Société Tilder : 0,48 %, participation vendue